# ميرزا حسن كندي
ميرزا حسن‌ كندي هي قرية في مقاطعة مشكين شهر، إيران. يقدر عدد سكانها بـ 145 نسمة بحسب إحصاء 2016.